# Луква
Лу́ква — река на Прикарпатье Украины, протекает по территории Калушского и Ивано-Франковского районов Ивано-Франковской области. Правый приток реки Днестр.
Длина реки — 72 км, площадь бассейна — 368 км². В верхнем и среднем течении долина реки преимущественно V-образная, ниже по течению — трапециевидная, шириной от 0,2 до 1,1 км, глубиной 30-80 м. Склоны — крутые, изрезанные оврагами и покрыты кустарниками и густым лесом.
Пойма преимущественно двусторонняя, шириной 150—550 м. Русло извилистое, шириной 5-15 м (максимально — 38 м), глубиной 0,2-0,8 м. Уклон реки 5,6 м/км. Течение — спокойное, но паводки на Лу́кве повторяются очень часто, особенно летом.
Лу́ква берёт начало из источников в предгорьях Карпат на юг от села Луквицы.
Течёт на северо-восток в междуречье Лимницы и Быстрицы. Основные притоки: Мальговский, Рудовец, Сажевка (левые) и Корный, Луквица (правые). Впадение в Днестр находится на северо-западной окраине древнерусского города Галич.
На левом берегу реки стоит село Комаров Галичского района, давшее название комаровской культуре бронзового века.
Вдоль нижней части реки расположен Карпатский национальный природный парк.